# Мышаново
Мышаново или Миша́ново — озеро в России, располагается в 1,9 км севернее деревни Пиголи на территории Лаишевского района Республики Татарстан.
Представляет собой водоём карстово-суффозионного происхождения, находящийся на водоразделе рек Мёша и Волга. Озеро имеет округлую форму с диаметром около 170 м. Площадь водной поверхности озера составляет 3,1 га. Наибольшая глубина достигает 5 м, средняя глубина равняется 2,9 м. Берега покатые, покрыты смешанным лесом на севере и западе.